# Eidmanacris tridentata
Eidmanacris tridentata är en insektsart som beskrevs av Desutter-grandcolas 1995. Eidmanacris tridentata ingår i släktet Eidmanacris och familjen syrsor. Inga underarter finns listade i Catalogue of Life.